# Zavet
Zavet (Bulgaars: Завет) is een stad van 2.709 inwoners in het noordoosten van Bulgarije in de oblast Razgrad. Het is de hoofdplaats van de gelijknamige gemeente Zavet. De stad ligt op 12 kilometer afstand van Isperich en  Koebrat, en op 35 kilometer afstand van Toetrakan en Razgrad. Sinds 1974 heeft Zavet een stadsstatus, daarvoor was het een dorp. 

## Bevolkig
De gemeente Zavet heeft een inwonersaantal van 9.327 en bestaat naast de stad Zavet ook uit de zes nabijgelegen dorpen. 
| stad Zavet     | 3.906  | 3.906  | 4.130  | 4.533  | 4.599  | 4.380  | 3.918  | 3.588  | 3.072  | 2.638 |
| gemeente Zavet | 17.261 | 17.961 | 17.977 | 18.624 | 17.649 | 16.184 | 13.637 | 12.333 | 10.586 | 9.090 |

### Etniciteit
De stad Zavet heeft een gemengde bevolking met Bulgaarse Turken (46%), Bulgaren (42%) en de Roma (11%). De overige zes nederzettingen hebben echter een Turkse bevolkingsmeerderheid. 
| Plaats           | Aantal | %     | Aantal | %     | Aantal | %     |
| Brestovene       | 282    | 11%   | 1983   | 77,2% | 158    | 6,1%  |
| Ivan Sjisjmanovo | 7      | 2%    | 330    | 96,5% | .      | .     |
| Ostrovo          | 68     | 4,4%  | 1202   | 77,6% | 111    | 7,2%  |
| Prelez           | 15     | 2,1%  | 706    | 97,9% | .      | .     |
| Soesjevo         | 30     | 6,2%  | 447    | 92,9% | .      | .     |
| Veselets         | 39     | 5%    | 643    | 82,4% | 16     | 2,1%  |
| Zavet (stad)     | 1017   | 41,8% | 1112   | 45,7% | 271    | 11,1% |
| Zavet (gemeente) | 1458   | 16,4% | 6423   | 72,4% | 563    | 6,3%  |

#### Religie
Bij de volkstelling van 1 februari 2011 was het invullen van een geloofsovertuiging optioneel. Van de 10.586 inwoners die werden geregistreerd bij de volkstelling van 2011 kozen 2.538 personen (24%) ervoor om hun religieuze overtuiging niet te specificeren. Een ruime meerderheid van de respondenten was islamitisch (68%). De drie grootste christelijke stromingen vormden 16% van de respondenten, terwijl 16% van de respondenten een andere geloofsovertuiging aanhing of geen religie had.
|                              | Aantal | Percentage (%) | Percentage (%) |
| 10586                        | Totaal | Respondenten   |                |
| ---------------------------- | ------ | -------------- | -------------- |
| Bulgaars-Orthodoxe Kerk      | 1284   | 12,12          | 15,95          |
| Katholieke Kerk in Bulgarije | 13     | 0,12           | 0,16           |
| Protestantisme               | 22     | 0,21           | 0,27           |
| Islam in Bulgarije           | 5466   | 51,63          | 67,92          |
| Overig                       | 5      | 0,05           | 0,06           |
| Onkerkelijk                  | 109    | 1,03           | 1,35           |
| Geen antwoord                | 1149   | 10,85          | 14,28          |
| Onbekend                     | 2538   | 23,98          | -              |

## Nederzettingen
Op 31 december 2019 telde de gemeente Zavet 9.090 inwoners, waarvan 2.635 in de stad Zavet en 6.455 in zes dorpen op het platteland. 
| Plaatsnaam       | Cyrillisch     | Bevolking (2019) |
| ---------------- | -------------- | ---------------- |
| Zavet            | Завет          | 2.638            |
| Brestovene       | Брестовене     | 2.357            |
| Ostrovo          | Острово        | 1.735            |
| Veselets         | Веселец        | 877              |
| Prelez           | Прелез         | 651              |
| Soesjevo         | Сушево         | 529              |
| Ivan Sjisjmanovo | Иван Шишманово | 303              |
| gemeente Zavet   | -              | 9.090            |

## Afbeeldingen

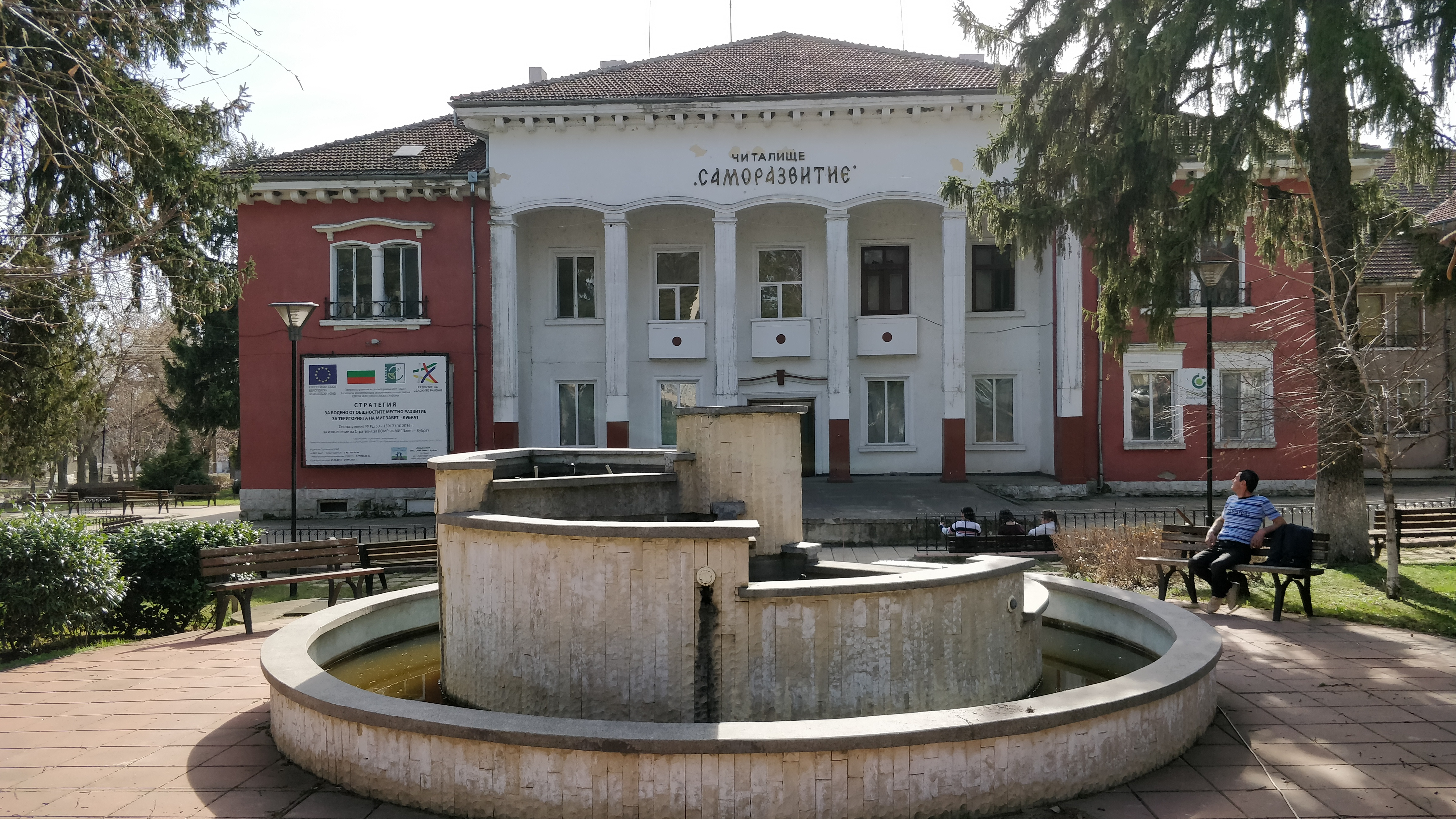
Het gemeenschapscentrum
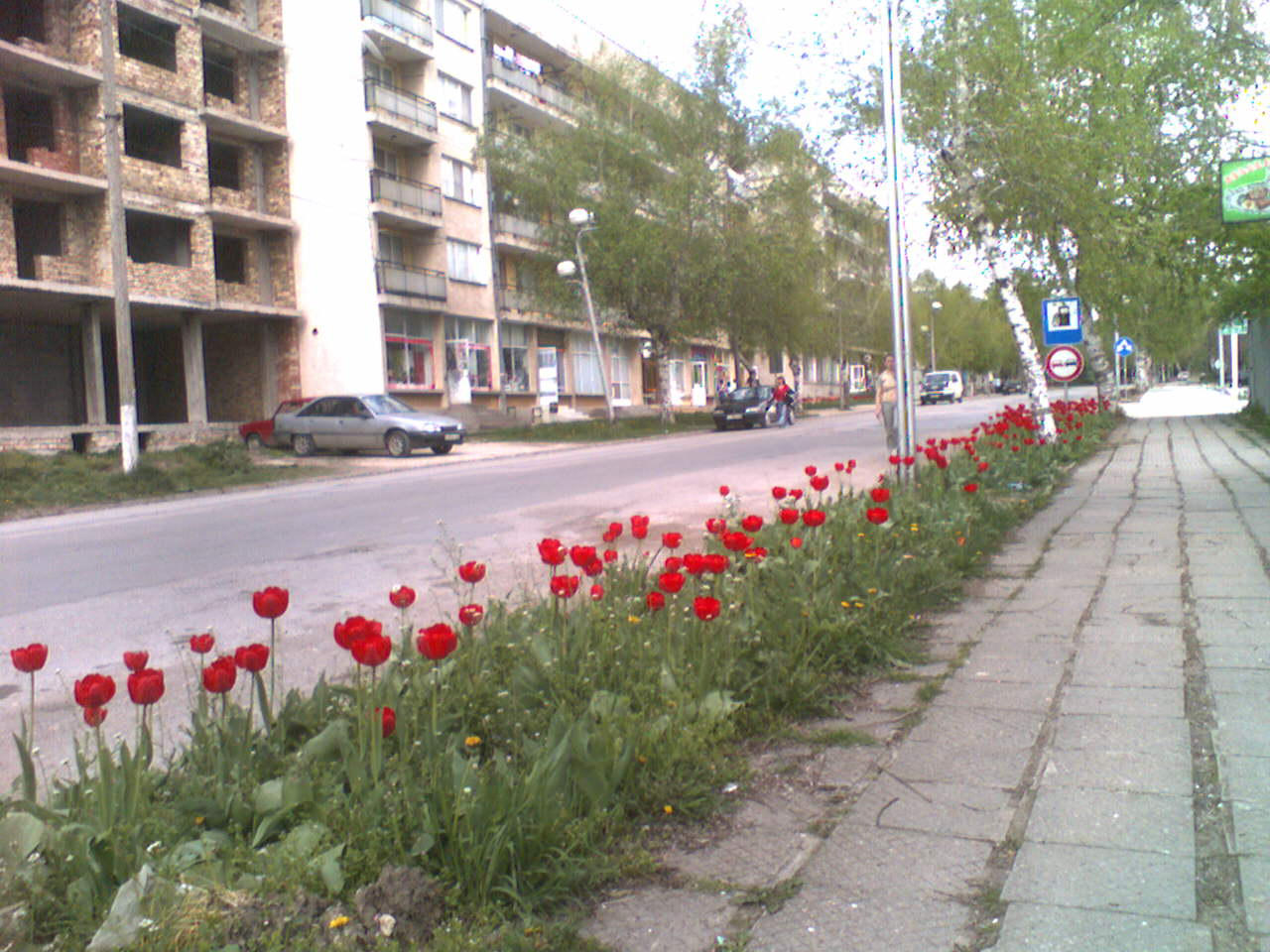
De straat 'Osvobozjdenie'